# Škoda Felicia
Škoda Felicia je jedan od prvih Škodinih modela poslije njene privatizacije od njemačkog "Volkswagena". Felicia predstavlja prepravljenu verziju Favorita, ali s boljim izgledom i većim brojem stupnja prijenosa od svog prethodnika. Modeli su uključivali motore: 1.3, 75bhp 1.6 i 64bhp 1.9 SDI dizel, koje je konstruirao Volkswagen. Felicia se proizvodila do 2000. godine, godinu dana nakon izbacivanja Škode Fabije na tržište. 

## Povijest
Predstavljen je u listopadu 1994. u Pragu. Koncept Felicije je zasnovan na verziji Favorita, ali je njegov dizajn moderniji i nudi širu paletu motora. Bio je posljednji model rađen na Škodinoj platformi, ali i prvi od preuzimanja tvrtke od strane Volkswagen grupacije. Od lipnja 1995. godine proizvodila se karavan verzija, a od kolovoza iste godine i pick-up verzija. Interna oznaka je 791. Ime je korišteno za športski automobil iz 1959. godine.
Felicija je imala velike koristi od tehnologije Volkswagena, jer je pomogla i vlastitoj tvrtki povećati ugled u Zapadnoj Europi. U Feliciju se ugrađivao prvi dizel-motor i postao automobil koji je imao veliku sigurnost. Neki modeli su imali klimu kao i ABS sustav, zračni jastuk za vozača. Redizajn je urađen 1998. godine, kada dobiva viši nivo opreme, promijenjen je prednji dio, kao i sitni detalju u interijeru.
Proizvodnja Felicije prestala je krajem lipnja 2001. godine, godinu i pol dana nakon lansiranja Fabije. Proizvedeno je 1.416.939 vozila.

## Vanjske poveznice
- Felicia Klub